# 970
Раннє Середньовіччя  •  Епоха вікінгів  •  Золота доба ісламу  •  Реконкіста

## Геополітична ситуація
Візантію очолює Іоанн Цимісхій. Оттон I Великий править у Священній Римській імперії.
Західним Франкським королівством править, принаймні формально, Лотар.
Апеннінський півострів розділений між численними державами: північ належить Священній Римській імперії,  середню частину займає Папська область, на південь від Римської області  лежать невеликі незалежні герцогства, деякі області на півночі та на півдні належать Візантії, інші окупували сарацини. Південь Піренейського півострова займає Кордовський халіфат, у якому править Аль-Хакам II. Північну частину півострова займають королівство Астурія і королівство Галісія та королівство Леон, де править Раміро III.
Королівство Англія очолює Едгар Мирний.
У Київській Русі триває правління Святослава Ігоровича. У Польщі править Мешко I,  Перше Болгарське царство очолоє цар Борис II. У Хорватії править король Степан Држислав.  Великим князем мадярів є Такшонь.
Аббасидський халіфат очолює аль-Муті, в Іфрикії, Єгипті, Сирії владу утримують Фатіміди, в Середній Азії — Саманіди. У Китаї продовжується правління династії Сун. Значними державами Індії є Пала, держава Раштакуртів, Пратіхара, Чола. В Японії триває період Хей'ан.

## Події
- Війська Святослава Ігоровича пішли в похід на Константинополь.
- У Візантії Барда Фока проголосив себе імператором, але Барда Склір придушив його бунт.
- У Франції розпочався десятирічний період неврожаїв та голоду.
- Королем Швеції став Ерік VI Сегерселль.
- Підкоривши собі Єгипет, Фатіміди просунулися далі на схід, захопили частину Палестини й Сирії, Медину й Мекку, взяли в облогу Антіохію, яка вже належала Візантії.

## Народились
- Лейф Еріксон, норвезький мореплавець

## Померли
- 5 лютого — патріарх Константинопольський Поліект.